# Claudio de la Puente Ribeyro
Claudio Julio de la Puente Ribeyro (Cusco, 30 de abril de 1955) es un diplomático peruano. Es, desde enero de 2019, embajador del Perú en España.

## Biografía
Nacido en 1955, sus padres fueron Jorge de la Puente Raygada y Mercedes Ribeyro Zúñiga. Sobrino del escritor Julio Ramón Ribeyro y del diplomático Óscar de la Puente Raygada, es también hermano del almirante Jorge de la Puente y el escritor Gonzalo de la Puente.
Está casado con la zootecnista Diana Cunliffe Seoane, con quien tiene tres hijos.
Realizó sus estudios escolares en el Colegio Champagnat y cursó estudios superiores de Derecho en la Pontificia Universidad Católica y en la Universidad de San Martín de Porres. Posteriormente, realizó estudios de posgrado en la Academia Diplomática del Perú y en la Universidad Libre de Bruselas.
Tras ingresar al servicio diplomático de la República en 1978, fue destinado como secretario en la embajada peruana en Estados Unidos (1981-1985) y luego como encargado de negocios en Dinamarca (1985-1986). En 1990, fue nombrado jefe de cancillería del Perú en Bélgica y luego ocupó el mismo cargo en las embajadas en Colombia (1997-1999) y Estados Unidos (1999-2001). 
En 2005, fue nombrado embajador en Australia, puesto que ocupó hasta el 2010, cuando fue destinado al Ministerio de Relaciones Exteriores como director general de América. Luego de desempeñarse en este cargo por cuatro años, en 2014 el gobierno de Humala lo designó viceministro de Relaciones Exteriores y jefe del servicio diplomático.
En 2015, fue nombrado embajador del Perú en el Reino Unido. Luego de una destacada gestión al frente de la misión peruana en Londres, en octubre de 2017 fue designado como representante Permanente del Perú ante los Organismos Internacionales con sede en Ginebra.
En 2018 se le nombró como también Representante Permanente del Perú ante el Programa de las Naciones Unidas para el Medio Ambiente y el Programa de Naciones Unidas para los Asentamientos Humanos. 
En 2019 fue nombrado como Embajador del Perú en el Reino de España.

## Distinciones
- Gran oficial de la Orden de la Corona, Bélgica
- Gran Cruz de la Orden de Rio Branco, Brasil
- Gran Cruz de la Orden de Bernardo O'Higgins, Chile
- Gran Cruz de la Orden al Mérito, Ecuador
- Gran Cruz de la Orden del Mérito Civil, España
- Gran Cruz de la Orden al Mérito por Servicios Distinguidos, Perú